# Spyros Fourlanos
Spyros Fourlanos (Grieks: Σπύρος Φουρλάνος) (Athene, 19 november 1993) is een Grieks voetballer die als middenvelder speelt. Hij verruilde in januari 2015 Panionios voor Panachaiki GE.

## Clubcarrière
Fourlanos komt uit de jeugdopleiding van Panathinaikos. Op 27 november 2011 maakte hij zijn profdebuut in de Griekse Super League tegen OFI Kreta. Na acht wedstrijden in het shirt van Panathinaikos tekende hij op 15 mei 2013 een driejarig contract bij Club Brugge, dat een bedrag van ongeveer 300.000 euro betaalde voor de Griekse middenvelder. Fourlanos speelde in de volgende twaalf maanden geen enkel officieel duel voor Brugge, dat hem daarop liet vertrekken naar Panionios.

## Clubstatistieken
| Seizoen | Club                 | Land                 | Competitie         | Competitie | Competitie | Beker | Beker | Internationaal | Internationaal | Totaal | Totaal |
| Seizoen | Club                 | Land                 | Competitie         | Wed.       | Dlp.       | Wed.  | Dlp.  | Wed.           | Dlp.           | Wed.   | Dlp.   |
| ------- | -------------------- | -------------------- | ------------------ | ---------- | ---------- | ----- | ----- | -------------- | -------------- | ------ | ------ |
| 2011/12 | Panathinaikos        | Vlag van Griekenland | Super League       | 3          | 0          | 0     | 0     | 0              | 0              | 3      | 0      |
| 2012/13 | Panathinaikos        | Vlag van Griekenland | Super League       | 5          | 0          | 2     | 0     | 1              | 0              | 8      | 0      |
| 2013/14 | Club Brugge          | Vlag van België      | Jupiler Pro League | 0          | 0          | 0     | 0     | 0              | 0              | 0      | 0      |
| 2013/14 | → Kalloni FC         | Vlag van Griekenland | Super League       | 8          | 0          | 1     | 0     | —              | —              | 9      | 0      |
| 2014/15 | Panionios            | Vlag van Griekenland | Super League       | 0          | 0          | 1     | 0     | —              | —              | 1      | 0      |
| 2014/15 | Panachaiki           | Vlag van Griekenland | Football League    | 9          | 0          | 0     | 0     | —              | —              | 9      | 0      |
| 2015/16 | Sonnenhof Großaspach | Vlag van Duitsland   | 3. Liga            | 0          | 0          | 0     | 0     | —              | —              | 0      | 0      |
| 2016/17 | AO Chania            | Vlag van Griekenland | Football League    | 30         | 1          | 3     | 0     | —              | —              | 33     | 1      |
| 201718  | Panachaiki           | Vlag van Griekenland | Football League    | 17         | 0          | 2     | 0     | —              | —              | 19     | 0      |
| 2018/19 | Panachaiki           | Vlag van Griekenland | Football League    | 20         | 0          | 1     | 0     | —              | —              | 21     | 0      |
| 2019/20 | Ionikos              | Vlag van Griekenland | Football League    | 20         | 0          | 2     | 0     | —              | —              | 22     | 0      |
| Totaal  | Totaal               | Totaal               | Totaal             | 112        | 1          | 12    | 0     | 1              | 0              | 125    | 1      |

## Interlandcarrière
Fourlanos kwam uit voor verschillende Griekse nationale jeugdelftallen. Hij debuteerde in 2012 in Griekenland -21.